# اقتصاد قهوه

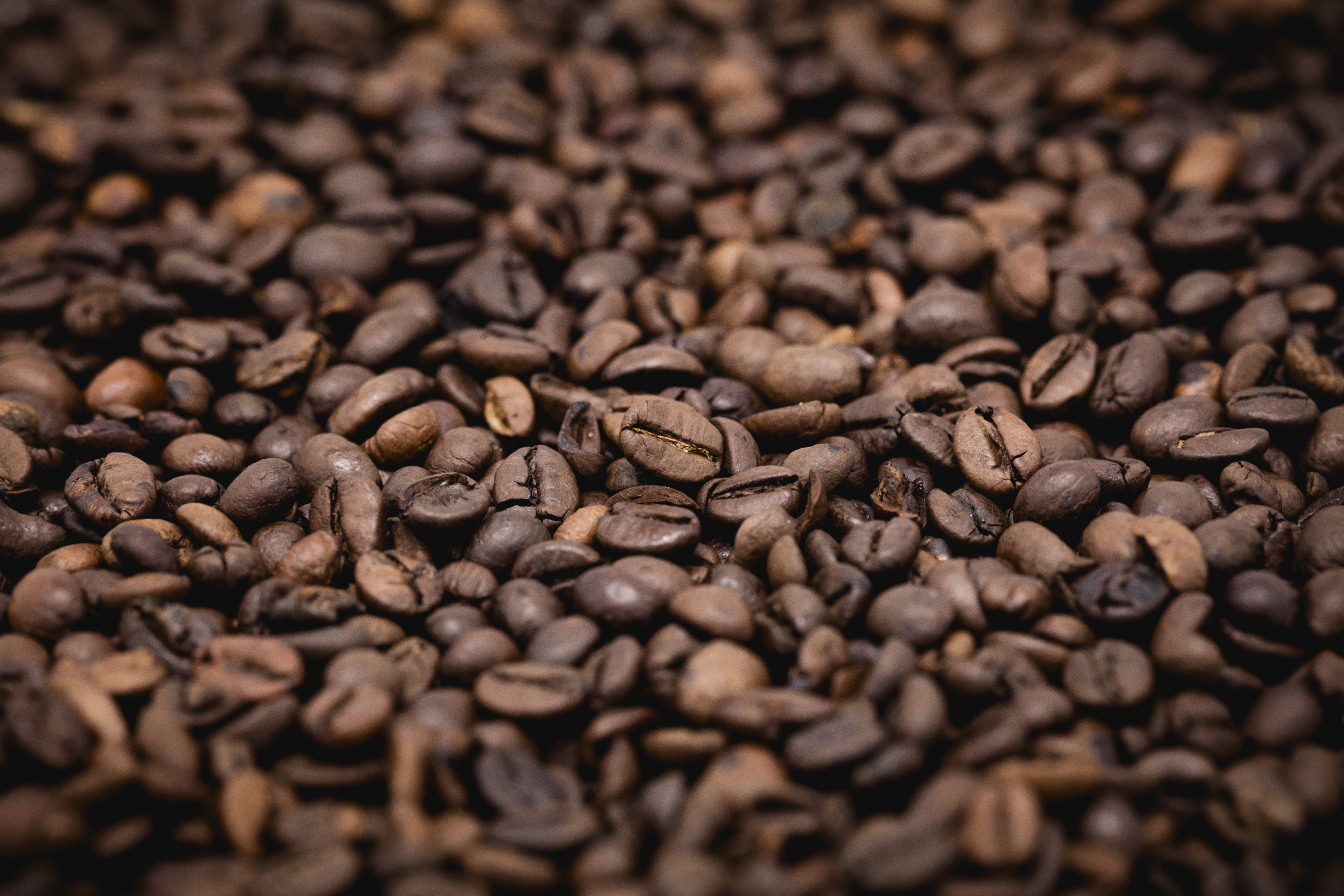
دانه‌های قهوه

قهوه یک نوشیدنی محبوب و یک کالای اقتصادی مهم است. ده‌ها میلیون تولیدکننده کوچک در کشورهای در حال توسعه زندگی خود را با رشد و فرآوری قهوه می‌گذرانند. روزانه بیش از ۲٫۲۵ میلیارد فنجان قهوه در جهان مصرف می‌شود. بیش از ۹۰ درصد از تولید قهوه در کشورهای در حال توسعه - به‌طور عمده در آمریکای جنوبی - انجام می‌شود، در حالی که مصرف آن عمدتاً در اقتصادهای صنعتی اتفاق می‌افتد. ۲۵ میلیون تولیدکننده کوچک در سراسر جهان وجود دارند که برای امرار معاش به قهوه متکی هستند. در برزیل، جایی که تقریباً یک سوم قهوه جهان تولید می‌شود، بیش از پنج میلیون نفر در کشت و برداشت بیش از سه میلیارد گیاه قهوه مشغول به کار هستند. این فرهنگ نسبت به فرهنگ‌های جایگزین در همان مناطق، مانند نیشکر یا گاو، پر زحمت تر و کاربر تر است، زیرا کشت آن خودکار نیست و نیاز به توجه مکرر انسان دارد.

## تولید جهانی
حداقل ۲۰ تا ۲۵ میلیون خانواده در سراسر جهان از طریق کشت قهوه امرار معاش می‌کنند. با فرض متوسط خانواده پنج نفر، بیش از ۱۰۰ میلیون نفر به کشت قهوه وابسته هستند. در مجموع ۱۰٫۳ میلیون تن قهوه سبز در سال ۲۰۱۸ در سراسر جهان برداشت شد.

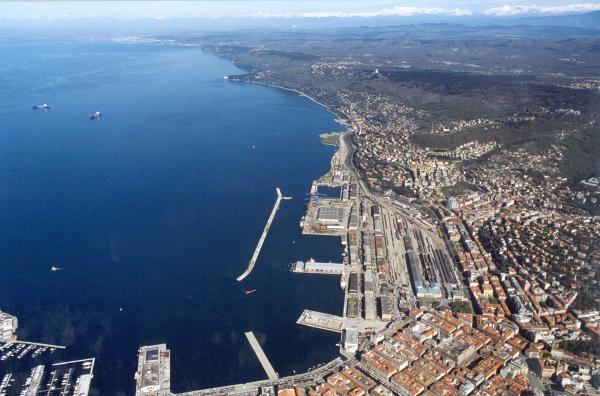
بندر قدیمی تریست که بیشتر قهوه اروپای مرکزی برای مدت طولانی در آن نگهداری می‌شد

| ده تولیدکننده برتر قهوه سبز – ۲۰۱۱ (میلیون‌ها تن متریک) | ده تولیدکننده برتر قهوه سبز – ۲۰۱۱ (میلیون‌ها تن متریک) |
| ------------------------------------------------------ | ------------------------------------------------------ |
| برزیل                                                  | ۲٫۷۰                                                   |
| ویتنام                                                 | ۱٫۲۸                                                   |
| اندونزی                                                | ۰٫۶۳                                                   |
| کلمبیا                                                 | ۰٫۴۷                                                   |
| هند                                                    | ۰٫۴۰                                                   |
| اتیوپی                                                 | ۰٫۳۷                                                   |
| پرو                                                    | ۰٫۳۳                                                   |
| هندوراس                                                | ۰٫۲۸                                                   |
| مکزیک                                                  | ۰٫۲۵                                                   |
| گواتمالا                                               | ۰٫۲۴                                                   |
| مجموع جهانی                                            | ۸٫۴۶                                                   |
| منبع: سازمان خواربار و کشاورزی ملل متحد (فائو)         |                                                        |

## مصرف
مصرف جهانی دانه‌های قهوه بسته به نوع آن متفاوت است که عربیکا و روبوستا محبوب‌ترین آنها هستند.